# 另類實境遊戲
另類實境遊戲（英語：Alternate reality game，簡稱ARG）也称另類現實遊戲、替代现实游戏、侵入式虚拟现实游戏、侵入式虚拟现实互动游戏，它是一種将真實世界當作平台的互動式劇情，通常包含多媒體與遊戲元素，另類實境遊戲的故事情節可以因參加者的想法或行動改變。
另類實境遊戲需要玩家的大量參與，劇情的發生是即時的，而且會受到玩家反應的影響。相對於傳統電玩中的角色是被人工智慧所控制，角色在另类實境遊戲中是被遊戲的設計者所控制。
玩家們直接與另類實境遊戲中的角色互動，一起解決設計好的挑戰或是謎題，也經常以一個社群的方式來分析劇情並協調現實生活與進行中的活動。
一般來說，另類實境遊戲使用各式各樣的媒體來傳遞訊息，例如：電話、電子郵件或信件。